# Normalització lingüística del català

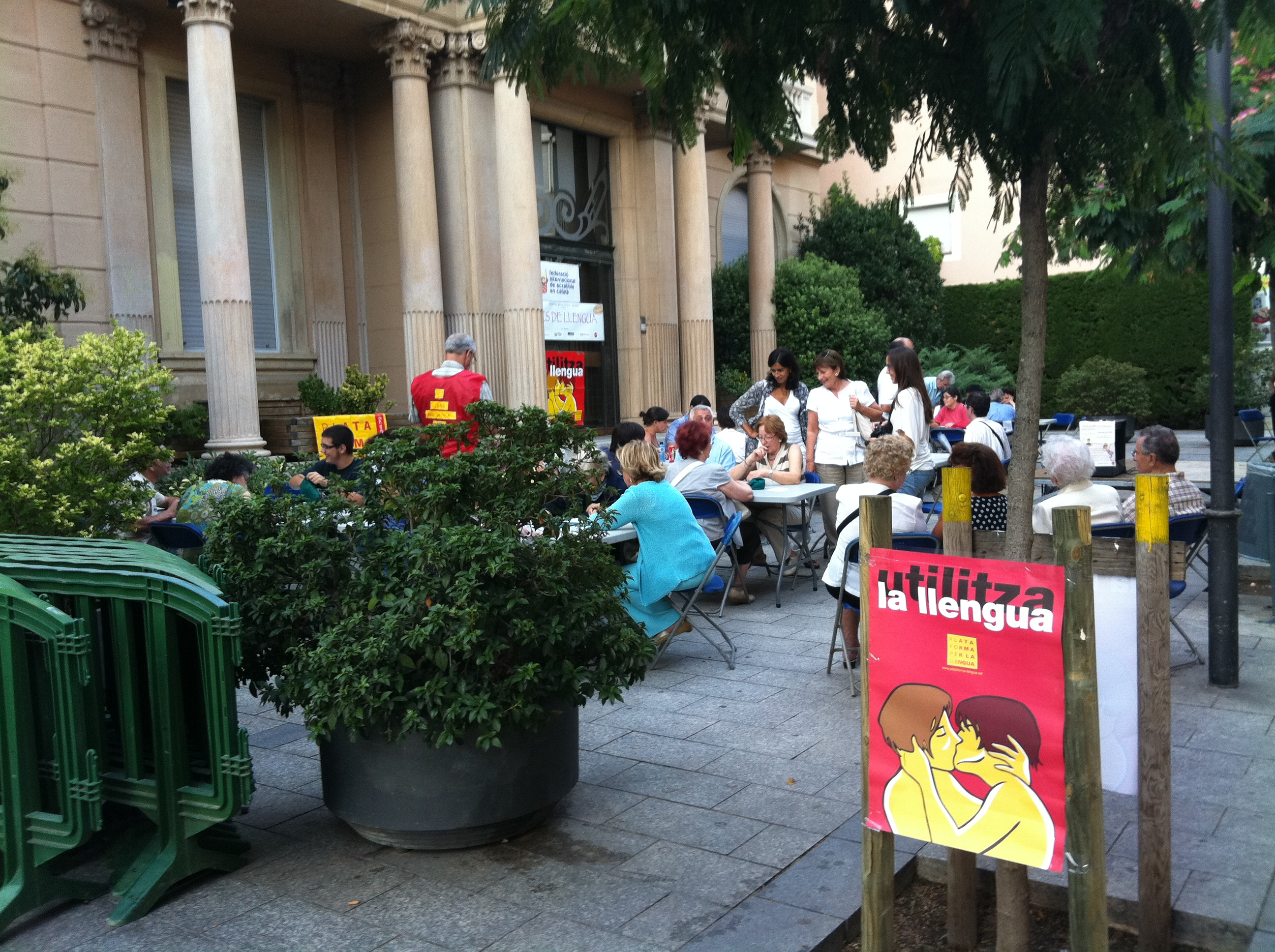
Acte de Plataforma per la llengua a Sabadell

La normalització lingüística del català és el procés de recuperació de la llengua catalana als territoris espanyols on es parla (Catalunya, País Valencià i Illes Balears) des de la recuperació de la democràcia a l'Estat Espanyol. Andorra presenta una casuística similar a la del Principat de Catalunya. Aquest fet s'ha donat molt poc o no s'ha donat en altres territoris catalanoparlants com Catalunya del Nord, l'Alguer i la Franja de Ponent.
La pèrdua d'ús del català té l'origen en la substitució lingüística patida per aquesta llengua a mans del francès a Catalunya Nord, per l'italià a l'Alguer i pel castellà a la resta de territoris. La substitució lingüística pel francès té l'origen en el Tractat dels Pirineus de 1659 i la del castellà comença en la promulgació dels decrets de Nova Planta el 1707 per al País Valencià, el 1715 per a les Balears i el 1716 per al Principat de Catalunya.

## Catalunya

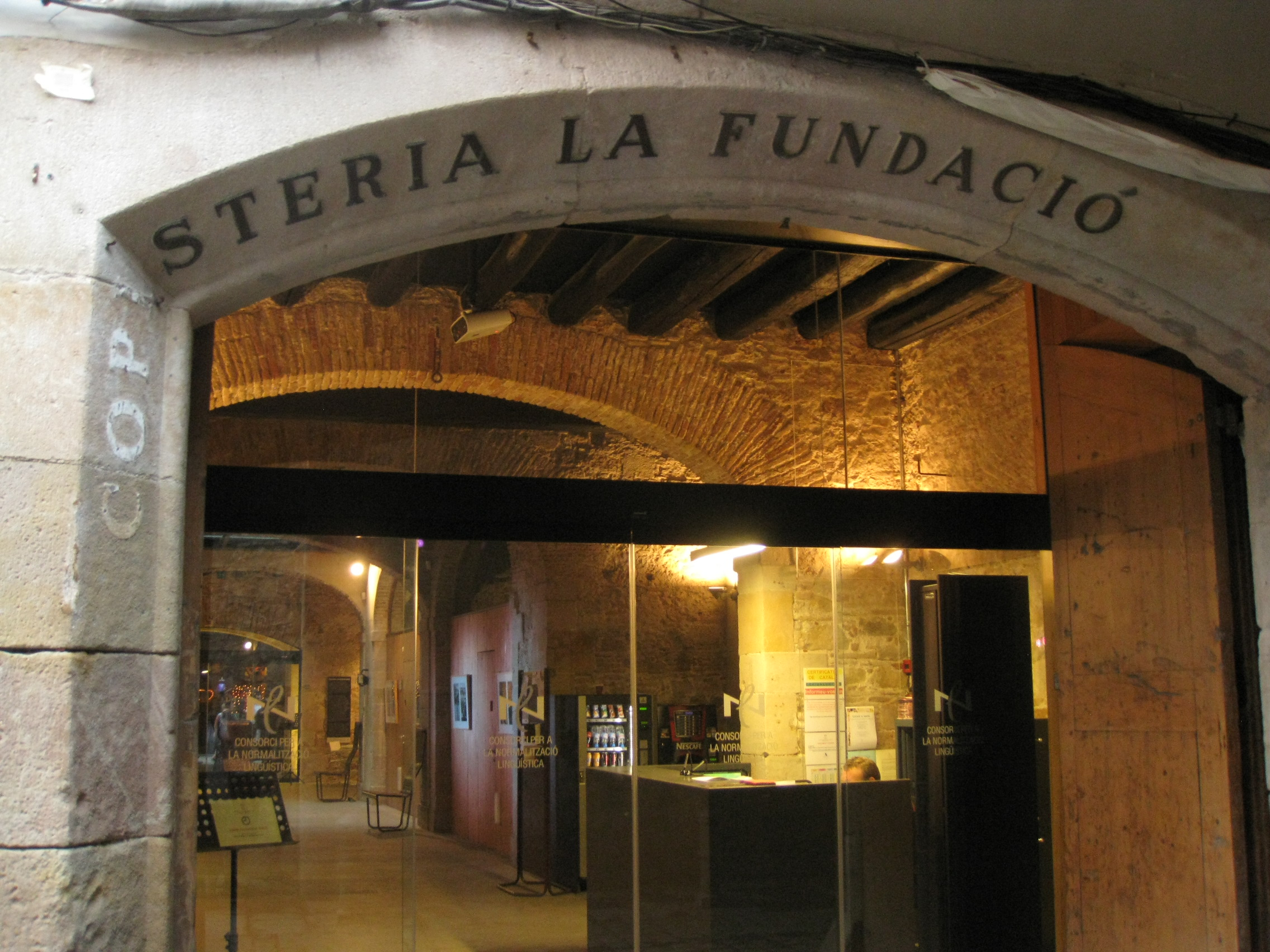
Seu del Consorci per a la Normalització Lingüística a Barcelona.

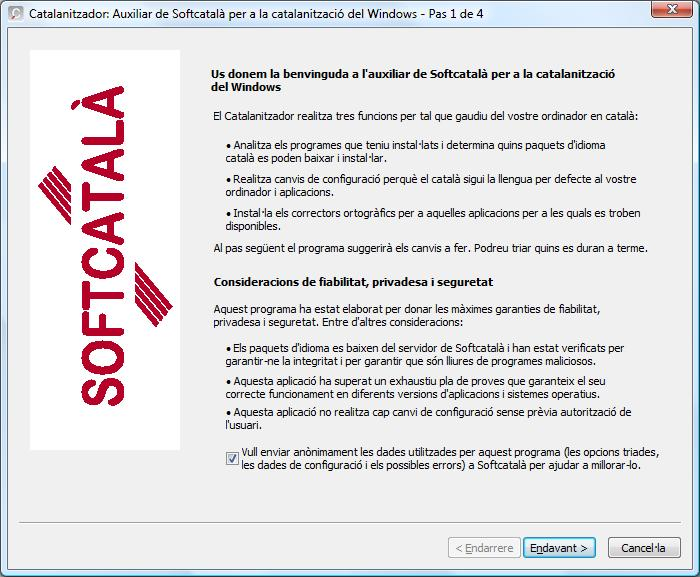
Catalanitzador, programa de Softcatalà que tradueix al català diversos programes per a Windows

A Catalunya, el procés de recuperació lingüística s'inicia amb el restabliment de la Generalitat de Catalunya l'any 1977 i la posterior aprovació l'any 1979 de l'Estatut, que torna a restablir l'oficialitat de la llengua catalana, juntament amb el castellà, i la declara llengua pròpia de Catalunya. Aquest marc legal va permetre desenvolupar una política lingüística favorable a la recuperació de la llengua catalana, impulsada amb l'aprovació de la primera llei de normalització lingüística.
Aquesta primera llei de normalització, aprovada l'any 1983, tenia com a objectiu prioritari la recuperació de la llengua en els usos oficials, en el sistema educatiu i en els mitjans de comunicació públics, a més de fer explícit el suport institucional a l'ús social. Quant a la regulació dels usos oficials, establia l'ús habitual del català com a llengua pròpia de les diferents administracions catalanes, donava validesa legal als textos redactats en aquesta llengua i acceptava el català com a llengua de relació del ciutadà amb les diferents administracions catalanes. A més, establia que les formes toponímiques catalanes serien les úniques vàlides en territori català –excepte a la Vall d'Aran, on ho serien les araneses–. Pel que fa al sistema educatiu, establia les bases per a l'ús vehicular habitual de la llengua catalana, impedia explícitament la segregació dels alumnes per motius de llengua i feia del català la llengua del sistema educatiu, en què garantia la presència del castellà i el coneixement d'ambdues llengües oficials per tots els alumnes un cop acabat l'ensenyament obligatori.
L'any 1998 una nova llei, ara anomenada de política lingüística, va substituir la del 1983 i continua vigent fins als nostres dies. Aquesta llei, tot i seguir la línia d'actuació establerta amb l'anterior, és més extensa i més precisa. El concepte de llengua pròpia està més desenvolupat en el nou articulat, que especifica que és llengua preferent de l'administració i de les empreses i serveis públics o que ofereixin serveis al públic. També fa més explícit el capítol de drets lingüístics i estableix el dret de tots els ciutadans de Catalunya a conèixer, expressar-se i ser atesos en qualsevol de les dues llengües cooficials, en un marc de no-discriminació per motius de llengua. Altres punts no previstos per l'anterior legislació i que sí que apareixen en aquesta llei són les referències a la unitat de la llengua catalana, als documents i contractes civils i mercantils, a l'antroponímia, a les indústries de la llengua i la informàtica, a l'atenció al públic a les empreses, a la informació al consumidor, la retolació i la publicitat, i a la relació amb altres territoris de llengua catalana i projecció exterior de la llengua. A més, consolida el paper preeminent del català en la resta d'àmbits ja previstos en el text anterior. L'organisme encarregat de l'execució i aplicació de les lleis que versen sobre política lingüística, així com del foment i promoció de la llengua catalana, és la Secretaria de Política Lingüística. Amb aquest objectiu, l'organisme ha endegat successivament al llarg dels darrers vint-i-cinc anys diverses campanyes de promoció i sensibilització lingüística que s'han adaptat a la diferent situació social del català, com per exemple El català, cosa de tots (1982), Depèn de vostè (1985-1986), Tu ets mestre (2003), Dona corda al català (2005-2007) i Encomana el català (2009 en endavant). L'objectiu de rerefons de totes aquestes campanyes, sobretot de les més recents, és evitar que els catalanoparlants canviïn sense motius del català al castellà davant de persones que el parlant identifica com a no catalanoparlants, però que comprenen o parlen el català, i fomentar el paper del català com a llengua pública comuna i llengua d'acollida en un territori actualment més divers lingüísticament. Pel que fa a la promoció i l'ús del català en el conjunt del territori de Catalunya, cal tenir també en compte el paper del Consorci per a la Normalització Lingüística. Aquest organisme aplega des de fa més de vint anys els esforços de municipis i altres administracions locals i ofereix un ample ventall de serveis lingüístics a tot el territori, que van des de cursos de català per a adults fins a assessorament lingüístic i programes de dinamització lingüística.
El 1986 es va fer una campanya per la normalització lingüística a bars, cafeteries i restaurants. Un any després se'n va fer una altra per la retolació en català d'establiments comercials amb el lema ‘Es nota prou que som a Catalunya?’. El 1990 es va fer una altra campanya, que amb el nom d'‘El català sobre rodes' s'adreçava a autoescoles, tallers, venedors i empreses asseguradores. El 1992 es va iniciar una altra campanya, dirigida a l'hoteleria i la restauració, i a proposta del sindicat UGT, amb el nom d'‘El català et serveix’. El 2003, amb el lema d'‘En català, tu hi guanyes', es va iniciar una campanya adreçada a l'àmbit laboral, el comerç i la restauració, a partir d'un acord amb dotze patronals i sindicats.

## País Valencià

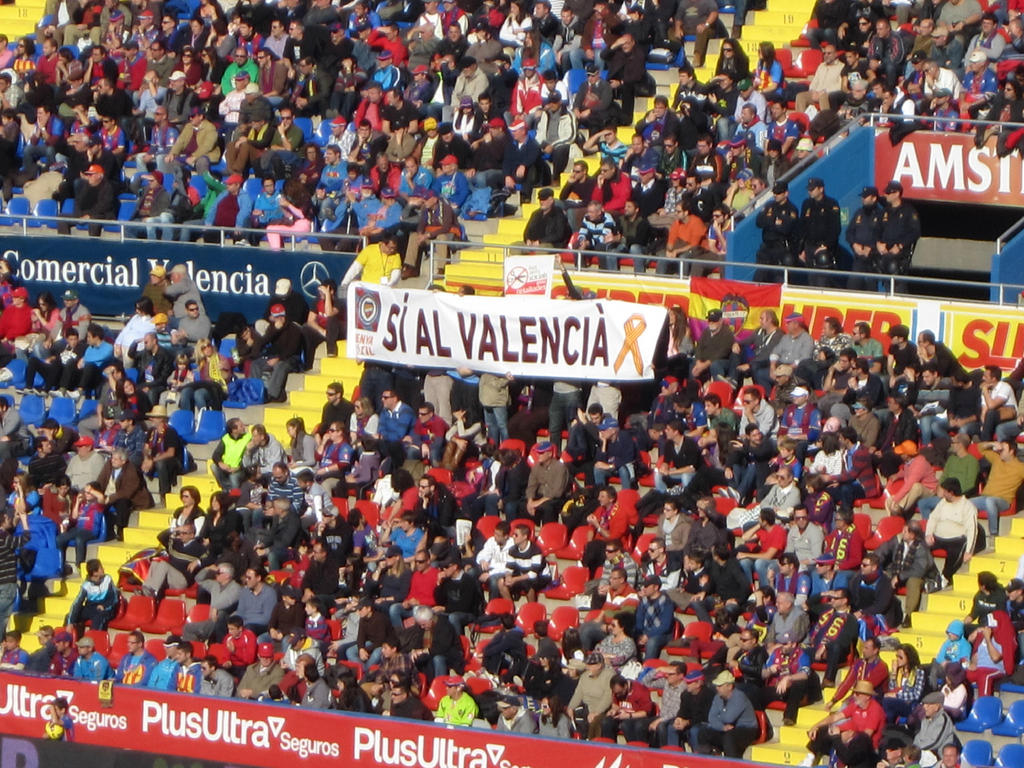
Pancarta reivindicativa a l'estadi Ciutat de València.

Si bé a Catalunya el reconeixement legal de la llengua catalana, així com el suport institucional i la promoció, és explícit i continu des de la fi de la dictadura franquista, no podem dir el mateix de tots els territoris de parla catalana. Al País Valencià l'any 1983 es va aprovar la Llei d'Ús i Ensenyament del Valencià que regula els drets dels ciutadans a utilitzar el valencià i l'obligació de les institucions a fer complir aquests drets. Al País Valencià la llengua catalana es reconeix legalment amb la denominació de valencià i és considerada llengua oficial juntament amb el castellà. Les polítiques lingüístiques del Govern valencià no han estat suficients per redreçar la situació crítica de substitució lingüística que es viu en aquest territori i actualment el català mostra signes evolutius preocupants. El sistema educatiu per línies, que separa els alumnes en funció de la llengua, no ha garantit que la població finalitzi l'ensenyament amb l'habilitat d'emprar per igual totes dues llengües oficials. Partint del nom de valencià i de les particularitats de la llengua en aquell territori, el secessionisme lingüístic ha anat en augment i ha rebut fins i tot suport institucional, fins al punt d'impedir la recepció dels mitjans de comunicació catalans al País Valencià. Malgrat els esforços d'entitats i associacions defensores de la llengua, no és segur que la situació legal i política hagi d'evolucionar positivament a curt i mitjà termini.

## Altres territoris
Pel que fa a les Illes Balears, la situació es troba a mig camí entre Catalunya i el País Valencià. El català és considerat llengua pròpia de les Illes i hi és oficial juntament amb el castellà. Al llarg dels últims vint anys s'hi han desplegat diferents mesures de política lingüística, que sovint han vist condicionada l'aplicació al color del partit del Govern. El sistema escolar no és segregat i promou una presència igualitària de català i castellà a l'aula. Un cas completament diferent el trobem en el Principat d'Andorra, un país on el català és l'única llengua oficial. Tot i que això li garanteix una posició immillorable des del punt de vista del reconeixement legal i institucional, la situació sociolingüística actual és molt semblant a la de Catalunya. Els territoris on la llengua està actualment més desprotegida des d'un punt de vista legal i de planificació lingüística són la Catalunya del Nord, l'Alguer i especialment la Franja de Ponent.

## Font
- Les polítiques de recuperació i integració lingüística Arxivat 2014-10-07 a Wayback Machine.. Generalitat de Catalunya.